# Volumin VII: Hans Ximer Uwertura
Volumin VII: Hans Ximer Uwertura – siódma płyta Tedego wydana w 2015 roku pod pseudonimem DJ Buhh. Płyta ukazała się 31 grudnia 2015 roku. Można ją było ściągnąć za darmo z oficjalnej strony wytwórni Wielkie Joł. 
W 24 godziny od premiery, album pobrało ponad 15 000 osób. Album w wersji fizycznej można było dostać, za darmo, tylko na koncertach artysty w Warszawie i Katowicach. Nagrania promował teledysk do utworu "40Fejm".

## Lista utworów
Opracowano na podstawie materiału źródłowego.
1. „Intro” (gościnnie: Tede)
2. „Pierwszy Buhh” (gościnnie: Tede)
3. „40Fejm” (gościnnie: Tede)
4. „Doświadcz Rozpierdolu” (gościnnie: Tede)
5. „Danny Collins” (gościnnie: Tede)
6. „To Jest Hip Hop” (gościnnie: Tede)
7. „Klaser” (gościnnie: Tede)
8. „Facepalm” (gościnnie: Tede)
9. „Ratatatatatatata” (gościnnie: Tede)
10. „Opener” (gościnnie: Tede)
11. „Zwątpienia Meandry” (gościnnie: Tede)